# Rick Vaive
Richard Claude Vaive (* 14. května 1959 Ottawa) je bývalý kanadský lední hokejista, hrající na pravém křídle. Proslul svým herním nasazením, patřil k nejlepším střelcům i k nejtrestanějším hráčům National Hockey League.

## Kariéra
Začínal v juniorském týmu Sherbrooke Castors, kde získal v roce 1977 Michel Bergeron Trophy, po krátkém působení v Birmingham Bulls a Vancouver Canucks přišel roku 1980 do Toronto Maple Leafs, kde odehrál osm sezón. V ročníku 1981/82 zaznamenal 54 branek a stal se prvním hráčem Toronta, který překonal hranici padesáti gólů za sezónu. V letech 1982 až 1986 byl Vaive kapitánem svého týmu. Byl nominován k NHL All-Star Game v letech 1982, 1983 a 1984, v letech 1986 a 1987 hrál s Maple Leafs finále Norrisovy divize. V roce 1987 ho klub dal na přestupní listinu, působil v Chicago Blackhawks a Buffalo Sabres, kariéru ukončil roku 1993 v Hamilton Canucks.
Reprezentoval Kanadu na mistrovství světa juniorů v ledním hokeji 1978, kde jeho tým získal bronzové medaile, na mistrovství světa v ledním hokeji 1982 (3. místo) a mistrovství světa v ledním hokeji 1985 (2. místo).
Po ukončení kariéry se stal trenérem, vedl týmy South Carolina Stingrays, s nímž vyhrál v roce 1997 ECHL, a Saint John Flames.
Jeho syn Justin Vaive je také profesionálním hokejistou. Na rozdíl od svého otce má americké občanství, reprezentoval USA na mistrovství světa v ledním hokeji do 18 let 2007.

## Ocenění a úspěchy
- 1982 NHL – All-Star Game
- 1983 NHL – All-Star Game
- 1984 NHL – All-Star Game

## Prvenství
- Debut v NHL – 9. října 1979 (Vancouver Canucks proti St. Louis Blues)
- První gól v NHL – 12. října 1979 (Vancouver Canucks proti Detroit Red Wings, kanadskému brankáři Rogie Vachon)
- První asistence v NHL – 17. října 1979 (St. Louis Blues proti Vancouver Canucks)
- První hattrick v NHL – 31. ledna 1982 (Chicago Black Hawks proti Toronto Maple Leafs)

## Klubová statistika
| Sezóna       | Klub                | Soutěž       |     | Základní část | Základní část | Základní část | Základní část | Základní část |    | Play off | Play off | Play off | Play off | Play off |
| Sezóna       | Klub                | Soutěž       | Z   | G             | A             | B             | TM            | Z             | G  | A        | B        | TM       |          |          |
| 1976–77      | Sherbrooke Castors  | QMJHL        | 68  | 51            | 59            | 110           | 91            | —             | —  | —        | —        | —        |          |          |
| 1977–78      | Sherbrooke Castors  | QMJHL        | 68  | 76            | 79            | 155           | 199           | —             | —  | —        | —        | —        |          |          |
| 1978–79      | Birmingham Bulls    | WHA          | 75  | 26            | 33            | 59            | 248           | —             | —  | —        | —        | —        |          |          |
| 1979–80      | Vancouver Canucks   | NHL          | 47  | 13            | 8             | 21            | 111           | —             | —  | —        | —        | —        |          |          |
| 1979–80      | Toronto Maple Leafs | NHL          | 22  | 9             | 7             | 16            | 77            | 3             | 1  | 0        | 1        | 11       |          |          |
| 1980–81      | Toronto Maple Leafs | NHL          | 75  | 33            | 29            | 62            | 229           | 3             | 1  | 0        | 1        | 4        |          |          |
| 1981–82      | Toronto Maple Leafs | NHL          | 77  | 54            | 35            | 89            | 157           | —             | —  | —        | —        | —        |          |          |
| 1982–83      | Toronto Maple Leafs | NHL          | 78  | 51            | 28            | 79            | 105           | 4             | 2  | 5        | 7        | 6        |          |          |
| 1983–84      | Toronto Maple Leafs | NHL          | 76  | 52            | 41            | 93            | 114           | —             | —  | —        | —        | —        |          |          |
| 1984–85      | Toronto Maple Leafs | NHL          | 72  | 35            | 33            | 68            | 112           | —             | —  | —        | —        | —        |          |          |
| 1985–86      | Toronto Maple Leafs | NHL          | 61  | 33            | 31            | 64            | 85            | 9             | 6  | 2        | 8        | 9        |          |          |
| 1986–87      | Toronto Maple Leafs | NHL          | 73  | 32            | 34            | 66            | 61            | 13            | 4  | 2        | 6        | 23       |          |          |
| 1987–88      | Chicago Blackhawks  | NHL          | 76  | 43            | 26            | 69            | 108           | 5             | 6  | 2        | 8        | 38       |          |          |
| 1988–89      | Chicago Blackhawks  | NHL          | 30  | 12            | 13            | 25            | 60            | —             | —  | —        | —        | —        |          |          |
| 1988–89      | Buffalo Sabres      | NHL          | 28  | 19            | 13            | 32            | 64            | 5             | 2  | 1        | 3        | 8        |          |          |
| 1989–90      | Buffalo Sabres      | NHL          | 70  | 29            | 19            | 48            | 74            | 6             | 4  | 2        | 6        | 6        |          |          |
| 1990–91      | Buffalo Sabres      | NHL          | 71  | 25            | 27            | 52            | 74            | 6             | 1  | 2        | 3        | 6        |          |          |
| 1991–92      | Rochester Americans | AHL          | 12  | 4             | 9             | 13            | 4             | 16            | 4  | 4        | 8        | 10       |          |          |
| 1991–92      | Buffalo Sabres      | NHL          | 20  | 1             | 3             | 4             | 14            | —             | —  | —        | —        | —        |          |          |
| 1992–93      | Hamilton Canucks    | AHL          | 38  | 16            | 15            | 31            | 34            | —             | —  | —        | —        | —        |          |          |
| 2002–03      | Dundas Real McCoys  | OHASr        | 9   | 6             | 5             | 11            | 34            | —             | —  | —        | —        | —        |          |          |
| NHL celkem   | NHL celkem          | NHL celkem   | 876 | 441           | 347           | 788           | 1445          | 54            | 27 | 16       | 43       | 111      |          |          |
| QMJHL celkem | QMJHL celkem        | QMJHL celkem | 136 | 127           | 138           | 265           | 290           | —             | —  | —        | —        | —        |          |          |
| AHL celkem   | AHL celkem          | AHL celkem   | 50  | 20            | 24            | 44            | 38            | 16            | 4  | 4        | 8        | 10       |          |          |

## Reprezentace
| Rok                       | Tým                       | Soutěž                    | Z  | G | A | B  | TM |
| ------------------------- | ------------------------- | ------------------------- | -- | - | - | -- | -- |
| 1978                      | Kanada 20                 | MSJ                       | 6  | 3 | 0 | 3  | 4  |
| 1982                      | Kanada                    | MS                        | 9  | 3 | 1 | 4  | 12 |
| 1985                      | Kanada                    | MS                        | 10 | 6 | 2 | 8  | 16 |
| Seniorská kariéra celkově | Seniorská kariéra celkově | Seniorská kariéra celkově | 19 | 9 | 3 | 12 | 28 |